# INVU (álbum)
INVU ( /aɪ ɛn viː juː/ ) é o terceiro álbum de estúdio da cantora sul-coreana Taeyeon. O álbum foi lançado pela SM Entertainment em 14 de fevereiro de 2022 e contém treze faixas, incluindo o single digital "Weekend" (2021), o single de pré-lançamento "Can't Control Myself" (2022) e a faixa título de mesmo nome. As duas primeiras canções posicionaram-se no top 10 da parada musical sul-coreana  Gaon Digital Chart, enquanto a última estreou no topo da referida parada.

## Antecedentes e lançamento
Em 11 de janeiro de 2022, a SM Entertainment anunciou que Taeyeon iria lançar um pré-single digital intitulado "Can't Control Myself" em 17 de janeiro, como pré-lançamento de seu terceiro álbum de estúdio programado para fevereiro de 2022. Em 26 de janeiro, o nome do álbum foi revelado como INVU e teve sua data de lançamento marcada para 14 de fevereiro, composto por treze faixas e com pré-vendas iniciadas no mesmo dia. Três dias depois, a programação promocional foi divulgada. Em 3 de fevereiro, um vídeo mood sampler foi lançado anunciando a faixa "INVU" como single principal. Em 4 de fevereiro, foi anunciado que uma exposição intitulada "INVU: THE EXHIBIT" seria realizada em Seul de 7 a 14 de fevereiro para comemorar o lançamento do álbum, onde os visitantes "podem apreciar o conceito do álbum". No mesmo dia, a SM anunciou que os teasers do álbum programados para serem lançados de 4 a 10 de fevereiro haviam sido cancelados devido a problemas de produção. Em 8 de fevereiro, a lista de faixas foi lançada. Em 13 de fevereiro, o teaser do videoclipe de "INVU" foi lançado.

## Composição
INVU consiste em treze faixas e incorpora vários gêneros de balada, dança e pop. O primeiro single "INVU" foi descrito como uma música house e pop dance que tem "som de sintetizador suave e sonhador", "melodia de flauta impressionante no refrão", "vocais que expressam profundamente as várias emoções contidas na música" e " esplêndidas notas altas [que] enfatizam a letra [da música]". A segunda faixa "Some Nights" foi descrita como uma balada R&B com "vocais sonhadores harmonizados por performances suaves de guitarra e piano". A terceira faixa "Can't Control Myself" foi descrita como uma balada de amor rock, garage rock e pop punk que "estimula emoções com som intenso" com letras sobre "o amor perigoso que perdeu o controle" e "[a pessoa] ainda anseia pelo coração da outra pessoa, apesar da intuição de que ela será ferida". A quarta faixa "Set Myself On Fire" foi descrita como uma música pop caracterizada pela "performance de guitarra vintage que estimula emoções" com letras sobre "a negação da realidade depois de ver casais se despedindo" do ponto de vista de Taeyeon.
A quinta faixa "Toddler" foi descrita como uma música pop dance com "uma performance de baixo que flui em harmonia com o ritmo da discoteca". A sexta faixa "Siren" foi descrita como uma balada pop de ritmo médio com "senso atraente de velocidade para o refrão e um som de sintetizador sonhador" com letras sobre "atrair a pessoa apaixonada para a ruína" e baseada no "motivo de Siren na mitologia grega e romana". A sétima faixa "Cold As Hell" foi descrita como uma música pop "up-tempo" com "um ritmo brilhante e alegre" e "refrão cativante que é repetido como um feitiço" com letras sobre "a perda dolorosa e dolorosa de uma pessoa, que desistiu de tudo por amor". A oitava faixa "Timeless" foi descrita como uma música de dança synth-pop "nostálgica" com "vibe e ritmo retrô".
A nona faixa "Heart" foi descrita como uma balada pop que "começa com um foco minimalista na guitarra antes de progredir para uma intensa distorção no baixo e no piano". A décima faixa "No Love Again" foi descrita como uma música pop "up-tempo" com uma "performance de guitarra otimista e som de bateria que proporciona uma atmosfera dançante" com letras sobre "conter os sentimentos de não querer mais se apaixonar devido acabar se machucando a qualquer momento, apesar da expectativa de começar um relacionamento". A décima primeira faixa "You Better Not" foi descrita como uma música que muda entre "a sensação estranha de órgão, violino e harmonia vocal" e a "forte quebra de baixo 808" com letras contendo uma "mensagem [sobre] uma pessoa que permanece um espaço desolado, pois [eles] não podem aceitar a despedida". A décima segunda faixa "Weekend" foi descrita como uma música disco e city pop caracterizada por sons de guitarra e sintetizadores retrô com letras sobre "querer fazer uma viagem livremente durante o fim de semana". A última faixa "Ending Credits" foi descrita como uma música pop de ritmo médio que "aumenta as emoções com profundo senso de impacto" caracterizada por "som de bateria poderoso", "múltiplas camadas de sintetizador" e "vocais emocionais [de Taeyeon]".

## Promoção
Antes do lançamento do álbum, em 14 de fevereiro de 2022, Taeyeon realizou um evento ao vivo chamado "Taeyeon INVU Countdown Live" na plataforma de vídeos YouTube, para apresentar o álbum e se comunicar com seus fãs.

## Lista de faixas
| N.º            | Título                                           | Letras                     | Música                                                                      | Arranjos                                        | Duração |  |
| 1.             | "INVU"                                           | Jinli (Full8loom)          | Peter Wallevik Daniel Davidsen Rachel Furner Jess Morgan                    | PhD                                             | 3:24    |  |
| 2.             | "Some Nights" (hangul: 그럼 밤; rr: Geureom Bam) | Kim Eana                   | Edvard Grieg [ 19 ] Simon Petrén Andreas Öberg                              | Simon Petrén                                    |         |  |
| 3.             | "Can't Control Myself"                           | Taeyeon Moon Seol-ri       | Celine Svanback Lauritz Emil Christiansen Mich Hansen Jacob Ubizz Ryan Jhun | Lauritz Emil Christiansen Jacob Ubizz Ryan Jhun | 3:01    |  |
| 4.             | "Set Myself on Fire"                             | Kenzie                     | Alna Hofmeyr Michael Dunaief Ryland Holland Hamid Bashir                    | Stryv                                           | 2:37    |  |
| 5.             | "Toddler" (hangul: 어른아이; rr: Eoreun-ai)      | Kang Eun-jung Aeon         | Salem Ilese William Leong                                                   | William Leong                                   | 3:08    |  |
| 6.             | "Siren"                                          | Mok Ji-min (lalala Studio) | Mike Daley Mitchell Owens Rodnae 'Chikk' Bell Nicole 'Kole' Cohen           | Mike Daley Mitchell Owens                       | 3:09    |  |
| 7.             | "Cold as Hell"                                   | Cha Yu-bin                 | Lara Andersson Manon van Dijk Amanda Cygnaeus Marcus van Wattum             | Nova Blue Marcus van Wattum Kasperi A. Pitkanen | 2:44    |  |
| 8.             | "Timeless"                                       | Jo Yung-yeong              | Alida Garpestad Peck Sean Fischer Ben Samama                                | Sean Fischer                                    | 3:22    |  |
| 9.             | "Heart" (hangul: 품; rr: Pum)                    | Lee Yi-jin (153/Joombas)   | Cameron Warren Connie Talbot Ryan Jhun                                      | Cameron Warren Ryan Jhun                        | 3:52    |  |
| 10.            | "No Love Again"                                  | Kang Eun-jung              | Alma Guðmundsdóttir Alida Garpestad Peck Marc Sibley Nathan Cunningham      | Space Primates                                  | 3:14    |  |
| 11.            | "You Better Not"                                 | Moon Seol-ri               | Celine Svanbäck Hilda Stenmalm Jeppe London Bilsby Ryan Jhun                | Jeppe London Bilsby Ryan Jhun                   | 2:43    |  |
| 12.            | "Weekend"                                        | Hwang Yu-bin               | RoseInPeace Saimon Willemijn van der Neut Marcia "Misha" Sondeijker         | RoseInPeace Saimon                              | 3:53    |  |
| 13.            | "Ending Credits"                                 | Ji Ye-won (153/Joombas)    | Mich Hansen Jeppe London Bilsby Celine Svanbäck Sam Merrifield              | Mich Hansen Jeppe London Bilsby                 | 3:45    |  |
| Duração total: | Duração total:                                   | Duração total:             | Duração total:                                                              | Duração total:                                  | 42:19   |  |

## Desempenho nas paradas musicais
INVU estreou em segundo lugar na Gaon Album Chart da Coreia do Sul, na semana referente a 13 a 19 de fevereiro de 2022. Em sua parada mensal, o álbum estreou em quarto lugar na edição de fevereiro de 2022 com 129.783 cópias vendidas. Na Billboard Japan Hot Albums, INVU estreou em número 47 na edição de 16 de fevereiro de 2022, subindo para seu pico de número 21 na edição de 16 de março de 2022. Em adição, o álbum também estreou em número 38 na Oricon Albums Chart do Japão, na semana de 7 de março de 2022, subindo para seu pico de número dezoito na edição de 21 de março de 2022. No Reino Unido, INVU estreou na posição setenta pela UK Digital Albums da OCC na edição da parada de 18 a 24 de fevereiro de 2022. Nos Estados Unidos, o álbum estreou em seu pico de número vinte pela Billboard Heatseekers Albums na edição das paradas de 26 de fevereiro de 2022.

### Posições semanais
| Parada musical (2022)                         | Melhor posição |
| --------------------------------------------- | -------------- |
| Coreia do Sul (Gaon Album Chart)              | 2              |
| Estados Unidos (Billboard Heatseekers Albums) | 20             |
| Japão (Billboard Japan Hot Albums)            | 21             |
| Japão (Oricon Albums Chart)                   | 18             |
| Reino Unido (OCC UK Digital Albums)           | 70             |

## Histórico de lançamento
| Região        | Formato                    | Gravadora  |
| ------------- | -------------------------- | ---------- |
| Coreia do Sul | CD fita cassete            | SM Dreamus |
| Mundo         | Download digital streaming | SM Dreamus |